# سالومون إبرهارد هنشن
كان سالومون إبرهارد هنشن (28 فبراير 1847 - 16 ديسمبر 1930) دكتورًا وأستاذًا وطبيب أعصاب سويدي.

## السيرة الذاتية

### الخلفية والتعليم
ولد هنشن في أوبسالا، السويد. كان ابن لارس فيلهلم هنشن (1805–1885) وزوجته أوغوستا مونك أف روزنشولد (1806–1856). كان لديه خمسة أشقاء، بما في ذلك ماريا هنشن (1840-1927)، مؤسسة مدرسة أوبسالا الابتدائية العليا.
ابتداءً من عام 1862، درس الطب في جامعة أوبسالا. قام هنشن بالتدريس لكسب المال أثناء دراسته: قام بتدريس العلوم الطبيعية في مدرسة أخته من 1864 إلى 1866 وفي مدرسة فجيلستيدت التابعة للمبشر بيتر فجيلستيدت من 1870 إلى 1873. ذهب هنشن إلى البرازيل، وأقام مع الطبيب وعالم النبات السويدي أندرس فريدريك رينيل؛ أجرى أبحاثًا نباتية في كالداس من عام 1867 إلى عام 1869. ونشر لاحقًا دراسات حول النوع البيبروميا الذي يشتمل على أنواع كالداس (في Nova Acta Royale Societatis Scientiarum Upsaliensis، ser. III-VII). وبعد عودته إلى السويد، استأنف دراساته الطبية في أوبسالا. درس هنشن علم الأمراض تحت إشراف أكسل كي. حصل على درجة البكالوريوس في الطب عام 1873 وانتقل في العام التالي إلى جامعة ستوكهولم. حصل على رخصته الطبية في عام 1877.

## المهنة والكتابات
منذ عام 1878، عمل في معهد علم الأمراض بجامعة أوبسالا، بينما كان يمارس الطب في منتجع صيفي في رونيبي في بليكينج. ثم واصل هنشن تعليمه في لايبزغ على يد كارل لودفيغ، وحصل على الدكتوراه في الطب عام 1879 ونشر أطروحته Om indigosvafvelsyradt natrons avsöndring i njurarna (حول إفراز الكلى لحمض الكبريتيك النيلي في الكلى)، والتي حصل على جائزة عنها. جائزة من الجمعية الطبية السويدية. وفي عام 1882 عين أستاذًا ومديرًا لعيادة الطب الباطني في أوبسالا. في أواخر القرن التاسع عشر، كان هنشن أول من وصف متلازمة القلب الرياضي. ومن عام 1900 إلى عام 1912، عمل في معهد كارولينسكا في ستوكهولم.
اشتهر هنشن بأبحاثه حول فقدان القدرة على الكلام، بالإضافة إلى دراساته المنهجية التي تتضمن المكونات/المسارات البصرية للدماغ. لقد قدم مساهمات كبيرة من حيث توضيح حاسة تحديد موضع البصر في الفص القذالي للدماغ. نُشر كتابه Klinische und anatomische Beiträge zur Pathologie des Gehirns (المساهمات السريرية والتشريحية في علم أمراض الدماغ) في أكثر من 25 طبعة من عام 1890 إلى عام 1930. أكسبه هذا جائزة Letterstedt من الأكاديمية الملكية السويدية للعلوم وجائزتين من الجمعية الطبية السويدية.